# Rudolf Witzany
Rudolf Witzany (* 6. Mai 1911 in Gratzen, Österreich-Ungarn; † Januar 1945) war ein sudetendeutscher Redakteur und Schriftsteller.

## Leben und Wirken
Er wurde in einem Forsthaus bei Gratzen geboren, in dem er bis zum 14. Lebensjahr mit seinen Eltern wohnte. Bereits während der Schulzeit in Gratzen schrieb er erste Gedichte. Nach seinem Studium in Aussig wechselte er an die Technische Lehranstalt nach Bodenbach, wo er die Reifeprüfung ablegte. Danach arbeitete Witzany in einem Konstruktionsbüro einer elektrotechnischen Firma. Im Zuge der Weltwirtschaftskrise verlor er seine Arbeit. Er kehrte in den Böhmerwald zurück. Nach einiger Zeit erhielt er zunächst in Bodenbach und dann in Dux eine Anstellung als Schriftleiter.
Nach Verurteilung durch das Kreisgericht Leitmeritz und Verbüßung einer Haftstrafe wurde er in Bodenbach unter sechsmonatige Polizeiaufsicht gestellt. Witzany kehrte nach Gratzen zurück, wo er begann, sich als freischaffender Schriftsteller zu betätigen. 1936 erschien bei Kraft in Karlsbad und Leipzig in einer Auflagenhöhe von 4000 Exemplaren sein erster Roman Der Bauer von Rauhenschlag, dessen Handlung im Böhmerwald spielte.
1935 wurde Witzany in die Schriftleitung einer Pressekonferenz aufgenommen. In Karlsbad war er nach der Bildung des deutschen Reichsgaus Sudetenland Referent im Reichspropagandaamt Sudetenland und Mitarbeiter des Sicherheitsdienstes des Reichsführers SS. Zum 1. November 1938 trat er der NSDAP bei.
Nach Ausbruch des Zweiten Weltkrieges erhielt er eine Einberufung zur deutschen Wehrmacht. Ab Januar 1945 wurde er im Osten vermisst.

## Publikationen (Auswahl)
- Der Bauer von Rauhenschlag. Ein Böhmerwaldroman. Kraft, Karlsbad-Drahowitz, 1936.
- Die gefesselte Stadt. Roman. Kraft, Karlsbad-Drahowitz, Leipzig, 1938.
- Ritter Jörg am Hradschin. Gedichte. Kraft, Karlsbad-Drahowitz, Leipzig, [1939].
- Der Freiheit Mutter war die Not. Roman. Kraft, Karlsbad-Drahowitz, Leipzig, 1939.
- Die heimliche Not. Erzählung. Diederichs, Jena, 1939.
- Das seltsame Leben. Roman. Kraft, Karlsbad-Drahowitz, Leipzig, 1941.
- Der ewige Reiter. Roman. Kraft, Karlsbad-Drahowitz, Leipzig, [1941].
- Der Bauernrebell. Erzählung. Kraft, Karlsbad-Drahowitz, Leipzig, 1942.

## Nachlass
Sein schriftstellerischer Nachlass befindet sich im Deutschen Literaturarchiv in Marbach.